# Kalmoluoto (ö i Nyslott)
Kalmoluoto är en ö i Finland. Ordet kalmoluoto hänvisar antagligen att ön har varit begravningsplats. Den ligger i sjön Puruvesi och i kommunen Nyslott i  landskapet Södra Savolax, i den sydöstra delen av landet, 300 km nordost om huvudstaden Helsingfors. Öns area är 0,2 hektar och dess största längd är 110 meter i sydöst-nordvästlig riktning.